# Didymella fucicola
Didymella fucicola är en svampart som först beskrevs av G.K. Sutherl., och fick sitt nu gällande namn av Jan Kohlmeyer 1968. Enligt Catalogue of Life ingår Didymella fucicola i släktet Didymella, ordningen Pleosporales, klassen Dothideomycetes, divisionen sporsäcksvampar och riket svampar, men enligt Dyntaxa är tillhörigheten istället släktet Didymella, familjen Didymellaceae, ordningen Pleosporales, klassen Dothideomycetes, divisionen sporsäcksvampar och riket svampar. Arten är reproducerande i Sverige. Inga underarter finns listade i Catalogue of Life.